# Mecosaspis jordani
Mecosaspis jordani là một loài bọ cánh cứng trong họ Cerambycidae.